# مقاطعة أرستانو
مقاطعة أرستانو (بالإيطالية: provincia di Oristano، بالسردينية: provìntzia de Aristanis) هي مقاطعة في إقليم جزيرة سردينيا المتمتع بالحكم الذاتي في إيطاليا. عاصمتها هي أرستانو. وتبلغ مساحتها 3040 كيلومترًا مربعًا (1170 ميل مربع)، ويبلغ إجمالي عدد السكان 160,746، حسب تعداد عام 2016، أما الكثافة السكانية فتبلغ 53.7 نسمة لكل كيلومتر مربع. وتمتلك المقاطعة 87 بلديةً (كومونا).

## التاريخ
مقاطعة أرستانو هي أصغر مقاطعة في سردينيا، وتشكلت من أجزاء من مقاطعات كالياري ونورو. تحتل مقاطعة أرستانو نفس مساحة قضاء جوديكاتو دي أربوريا في العصور الوسطى العليا. تحدها مقاطعة نوورو، ومقاطعة كالياري وبحر سردينيا. إن جزءًا كبيرًا من ساحل المقاطعة هو جزء من خليج أرستانو، والأرض في المقاطعة مُسطَّحة بشكل رئيس وثمة فيها بعض المستنقعات. تحتوي الآن المقاطعة على بلدية سانتا جيوستا، ومدينة تاروس (مدينة سابقة) ، وكلاهما يرجع تاريخهما إلى حكم الجمهورية القرطاجية في المنطقة.
تأسست بلدة أربوريا على يد نظام بينيتو موسوليني الفاشي باسم موسولينيا لتكون مدينةً تجريبيةً، حيث نُقِل المزارعون من أقاليم إميليا رومانيا وفينيتو إليها. يتدفق نهر تيرسو في مقاطعة أرستانو آتيًا من مقاطعة نوورو، ويقع فمه في خليج أرستانو. نهر تيمو هو النهر الآخر الوحيد الذي يتدفق عبر المقاطعة. تقع بلدة بوسا في نفس المنطقة بجانب النهر، ولا تزال تحصينات البلدة التي بُنيَت في العصور الوسطى موجودةً إلى الآن. تشكلت مقاطعة أرستانو في عام 1975، ولم تتأثر إلى حد كبير بالسياحة.

## البلديات (كومونا)
يوجد بالمقاطعة إجمالي 87 بلدية (كومونا)، وأكبرهم:
| البلدية (الكومونا) | تعداد السكان |
| ------------------ | ------------ |
| أوريستانو          | 31,671       |
| طرالبا             | 10,201       |
| كبراس              | 9,165        |
| بوسا               | 8,026        |
| مَرُوبيا             | 4,816        |
| سانتا غستا         | 4,875        |
| غلارزا             | 4,615        |
| مغور               | 4,128        |
| أربوريا            | 3,900        |
| سامغيو             | 3,019        |

## الجكومة

### قائمة رؤساء مقاطعة أرستانو
| الرئيس              | بداية العُهدة | نهاية العُهدة         | الحزب                    |
| ------------------- | ------------ | -------------------- | ------------------------ |
| بيبوني شسيا         | 1989         | 1990                 | حزب العمل السرديني       |
| إزيو كولو           | 1990         | 1994                 | الحزب الاشتراكي الإيطالي |
| ألفريدو ستارا       | 1994         | 1995                 | الحزب الاشتراكي الإيطالي |
| جيان فاليرو سانا    | 1995         | 1999                 | الحزب الديمقراطي اليساري |
| ماريو ديانا         | 2000         | 2005                 | التحالف الوطني           |
| باسكويل أنيدا       | 2005         | 2010                 | حزب إلى الأمام معًا       |
| ماسمليانو دي سينانا | 2010         | 2015                 | حزب شعب الحرية           |
| ماسمو تورنتو        | 2015         | مُحتل المنصب حتى الآن | مُفوض خاص                 |

## روابط خارجية
- (بالإيطالية) الموقع الرسمي